# Christoph Heidenreich Droste zu Vischering
Christoph Heidenreich Droste zu Vischering (* 9. Juni 1652 auf Burg Vischering; † 1723) war Amtsdroste in den Ämtern Ahaus und Horstmar.

## Leben

### Herkunft und Familie
Als Sohn der Eheleute Heidenreich Droste zu Vischering und Anna von Lülsdorff zum Haan wuchs Christoph Heidenreich zusammen mit seinen drei Brüdern in einer der ältesten und bedeutendsten westfälischen Adelsfamilien auf.
In erster Ehe (1682) war er mit Klara Brigitta von Galen zu Assen, Tochter des Johann Heinrich von Galen, verheiratet. Aus der Ehe gingen die Söhne Maximilian Heidenreich, Adolf Heinrich * 1692, und die 1699 geborenen Zwillinge Heidenreich Matthias und Adolf Heidenreich hervor.
In zweiter Ehe (1702) war er mit Adelheid Magdalene Brigitta von Nagel zu Loburg verheiratet.

### Werdegang
Christoph Heidenreich erhielt nach der Amtsenthebung von Nesselrodes am 3. November 1667 die Dompräbende in Münster und wurde für ein Domkanonikat präsentiert. Er wurde auch im Dom zu Münster geweiht und erhielt die Tonsur.
Im Jahre 1679 resignierte er und heiratete drei Jahre später.
Von 1669 bis zum 14. Februar 1682 war er Domherr in Paderborn.
In den Jahren 1670 und 1671 absolvierte er ein Studium an der Universität Freiburg/Br.
Am 16. Januar 1679 wurde er als Nachfolger seines Vaters zum Drost der Ämter Horstmar und Ahaus bestallt und blieb bis zu seinem Tod in diesem Amt.
Er war auch Stammherr und Erbdroste.
Am 24. Juli 1704 gewährte ihm der Fürstbischof Friedrich Christian von Plettenberg eine Anwartschaft auf eine Kirchenstelle für seinen ältesten Sohn Maximilian Heidenreich, Domherr zu Paderborn.